# Jerónimo José Juan de Rocamora y Cascante
Jerónimo José Juan de Rocamora y Cascante (Orihuela, marzo de 1637-Orihuela, 1667) fue teniente gobernador de Orihuela y el X señor de Benferri.
Nacido  en Orihuela en marzo de 1614, era el único hijo nacido del matrimonio del IX señor de Benferri Nicolás de Rocamora y Molins y de Beatriz de Cascante y García de Lasa. 
Contrajo matrimonio el 30 de septiembre de 1637 con Ana Ruiz y Rosell, matrimonio del que nacieron siete hijos. En 1641 cuando tenía 27 años, heredó el señorío de Benferri tras el fallecimiento de su padre.
Posteriormente sería nombrado teniente gobernador de Orihuela, cargo que desempeñó durante muchos años. Incluso, en algunas ocasiones fue encomendado por el rey Carlos II de España como gobernador general, cargo que llevaba consigo el mando en nombre del rey.
Falleció en Orihuela en 1667 a la edad de 53 años. Le sucedió su único hijo varón.

## Matrimonio y descendencia
Del matrimonio de los señores de Benferri, Jerónimo José Juan de Rocamora y Ana Ruiz y Rosell, nacieron:
- Juana Josefa de Rocamora y Ruiz

- Isabel de Rocamora y Ruiz

- Inés de Rocamora y Ruiz

- Beatriz de Rocamora y Ruiz

- Vicente de Rocamora y Ruiz, XI señor de Benferri]]

- Luisa de Rocamora y Ruiz

- Juana de Rocamora y Ruiz